# 웨트 레그
웨트 레그(Wet Leg)는 영국의 인디 록 밴드로, 2019년 아일오브와이트주에서 결성되었다. BBC 사운드 오브 2022에서 2위를 했다. 제65회 그래미상(2023년) 올해의 신인상 후보에 올랐다.

## 음반 목록
- Wet Leg (2022)